# Дзюдо на літніх Олімпійських іграх 1964
Змагання з дзюдо на літніх Олімпійських іграх 1964 у Токіо дебютували на Олімпійських іграх.

## Медальний залік
| Місце  | Країна                           | Золото | Срібло | Бронза | Загалом |
| ------ | -------------------------------- | ------ | ------ | ------ | ------- |
| 1      | Японія (JPN)                     | 3      | 1      | 0      | 4       |
| 2      | Нідерланди (NED)                 | 1      | 0      | 0      | 1       |
| 3      | Об'єднана німецька команда (EUA) | 0      | 1      | 1      | 2       |
| 4      | Канада (CAN)                     | 0      | 1      | 0      | 1       |
| 4      | Швейцарія (SUI)                  | 0      | 1      | 0      | 1       |
| 6      | СРСР (URS)                       | 0      | 0      | 4      | 4       |
| 7      | Австралія (AUS)                  | 0      | 0      | 1      | 1       |
| 7      | Південна Корея (KOR)             | 0      | 0      | 1      | 1       |
| 7      | США (USA)                        | 0      | 0      | 1      | 1       |
| Всього | Всього                           | 4      | 4      | 8      | 16      |

## Медалісти
| Event         | Золото                     | Срібло                                         | Бронза                                  |
| ------------- | -------------------------- | ---------------------------------------------- | --------------------------------------- |
| До 68 кг      | Такехіде Накатані · Японія | Ерік Хенні · Швейцарія                         | Арон Боголюбов · СРСР                   |
| До 68 кг      | Такехіде Накатані · Японія | Ерік Хенні · Швейцарія                         | Олег Степанов · СРСР                    |
| До 80 кг      | Ісао Окано · Японія        | Вольфганг Гофманн · Об'єднана німецька команда | Джеймс Брегмен · США                    |
| До 80 кг      | Ісао Окано · Японія        | Вольфганг Гофманн · Об'єднана німецька команда | Кім Ий Тхе · Південна Корея             |
| Понад 80 кг   | Ісао Інокума · Японія      | Дуглас Роджерс · Канада                        | Парнаоз Чіквіладзе · СРСР               |
| Понад 80 кг   | Ісао Інокума · Японія      | Дуглас Роджерс · Канада                        | Анзор Кікнадзе · СРСР                   |
| Відкрита вага | Антон Гесінк · Нідерланди  | Акіо Камінага · Японія                         | Теодор Бороновський · Австралія         |
| Відкрита вага | Антон Гесінк · Нідерланди  | Акіо Камінага · Японія                         | Клаус Глан · Об'єднана німецька команда |